# Schnabelsteherpreis
Der Schnabelsteherpreis ist ein Literaturpreis, der vom Arbeitskreis norddeutscher Kinderbuchläden von 1993 bis 2002 für ungewöhnliche und witzige Bilderbücher verliehen wurde. Er ist nach dem Buch „Der Schnabelsteher“ von Rafik Schami benannt. Preistrophäe ist ein geschnitzter Rabe, der auf dem Schnabel steht.

## Preisträger
- 1993: Wim van Leer und Walter Trier, Die Verzückung der Kreuzschnabel-Berg-Amsel
- 1994: Nikolaus Heidelbach, Kinderparadies
- 1995: Manfred Bofinger, Das Gänsehautbuch
- 1996: Wolf Erlbruch, Frau Meier, die Amsel
- 1997: Brigitte Schär und Jacky Gleich, Monsterbesuch!
- 1998: Philippe Corentin, Papa!
- 1999: Doris Dörrie und Julia Kaergel, Lotte will Prinzessin sein
- 2000: Rotraut Susanne Berner, Die Prinzessin kommt um vier
- 2001: Ernst Jandl und Norman Junge, ottos mops
- 2002: Nadia Budde, Kurz nach sechs kommt die Echs